# Ferrovia Piacenza-Bettola
La ferrovia Piacenza-Bettola era una ferrovia in concessione che collegava Piacenza con Bettola, percorrendo la media val Nure. Gestita dalla Società Italiana Ferrovie e Tramvie (SIFT), la ferrovia fu inaugurata nel 1933 in sostituzione della preesistente tranvia a vapore con i più moderni criteri dell'epoca.
Nonostante un ruolo significativo nel trasporto persone e merci, a causa dell'orientamento dell'epoca non favorevole agli investimenti nel trasporto su ferro la linea fu soppressa nel 1967.

## Storia

Il primo treno in partenza da Piacenza per Bettola sulla linea ricostruita dopo la guerra

L'inaugurazione della linea dopo la ricostruzione post bellica nel 1947

La linea nacque nell'ambito di un progetto proposto e finanziato dalla provincia di Piacenza nel 1928 per la riorganizzazione delle tranvie extraurbane a vapore gestite dalla Società Italiana Ferrovie e Tramvie (SIFT), che prevedeva la trasformazione delle linee più trafficate in ferrovie elettriche a scartamento normale. Tale progetto si tradusse in una convenzione tra lo Stato e la SIFT, stipulata nel gennaio 1930 e approvata con regio decreto nº 253 del successivo 28 febbraio, con la quale erano concesse le linee:
- Piacenza-Bettola;
- Piacenza-Carpaneto-Lugagnano con diramazione Lusurasco-Fiorenzuola;
- Castel San Giovanni-Pianello.

Di queste tre linee fu realizzata a partire dal 1930 solo quella per Bettola, inaugurata il 21 aprile 1932. A causa di difficoltà economiche della SIFT, risolte solo con l'intervento della Edison, la linea fu aperta al traffico a partire dall'anno successivo, sostituendo così definitivamente la tranvia a vapore aperta nel 1881-82. La nuova ferrovia permetteva di percorrere i 33 km della linea in 45 minuti, contro le oltre due ore della vecchia tranvia.
Simbolo e maggiore opera d'arte della ferrovie era il ponte in curva sul torrente Nure realizzato presso Ponte dell'Olio, costruito in cemento armato (tra i primi in Italia) e lungo 200 metri con cinque arcate.
La seconda guerra mondiale colpì la linea, che fu ripristinata nel 1947. Dalla fine degli anni cinquanta la diffusione del trasporto di passeggeri e merci su gomma (favorita anche dalla SIFT, proprietaria di tre società di autotrasporti) e l'incremento dei costi del personale portò nel 1964 a far registrare un deficit d'esercizio di quasi 40 milioni di lire. Nel 1965 la commissione del Ministero dei trasporti per l'ammodernamento dei trasporti pubblici espresse parere favorevole alla soppressione della linea: iniziarono quindi due anni di battaglie da parte della popolazione dei paesi attraversati dalla linea, della Provincia di Piacenza e dei sindacati per la salvaguardia della ferrovia. Dall'ottobre 1966 iniziarono le sostituzioni delle corse ferroviarie con autobus, nonostante le proteste dei passeggeri.
La ferrovia fu chiusa il 30 aprile 1967 e sostituita da un servizio di autobus. Fra Ponte dell'Olio e Bettola la sede è stata riutilizzata per creare il nuovo tracciato della strada statale 654.

## Caratteristiche
|  |  | Continuation backward |

|  | Unknown route-map component "CONTgq" | Unknown route-map component "ABZg+r" |

|  | Unknown route-map component "exKBHFa" | Station on track |

|  | Unknown route-map component "exKRWg+l" | Unknown route-map component "eKRWgr" |

| Unknown route-map component "d" |  | Unknown route-map component "exSTR" | Unknown route-map component "ABZgl" | Unknown route-map component "dCONTfq" |

|  | Unknown route-map component "exHST" | Straight track |

| Unknown route-map component "d" |  | Unknown route-map component "exSTR" | One way leftward | Unknown route-map component "dCONTfq" |

| Unknown route-map component "exLCONTgq" | Unknown route-map component "exdLSTRq" | Unknown route-map component "exABZgr" | Unknown route-map component "d" |  |

| Unknown route-map component "exHST" |

| Unknown route-map component "exHST" |

| Unknown route-map component "exBHF" |

|  |  | Unknown route-map component "exmABZg+l" | Unknown route-map component "uexCONTfq" |  |

|  | Unknown route-map component "exBHF" |

|  | Unknown route-map component "exmABZgl" | Unknown route-map component "uexCONTfq" |

|  | Unknown route-map component "uexCONTgq" | Unknown route-map component "exmABZgr" |  |  |

| Unknown route-map component "exBHF" |

| Unknown route-map component "exHST" |

| Unknown route-map component "exHST" |

| Unknown route-map component "exHST" |

| Unknown route-map component "exhKRZWae" |

| Unknown route-map component "exBHF" |

| Unknown route-map component "exHST" |

| Unknown route-map component "exHST" |

| Unknown route-map component "exBHF" |

| Unknown route-map component "exHST" |

| Unknown route-map component "exHST" |

| Unknown route-map component "exKBHFe" |

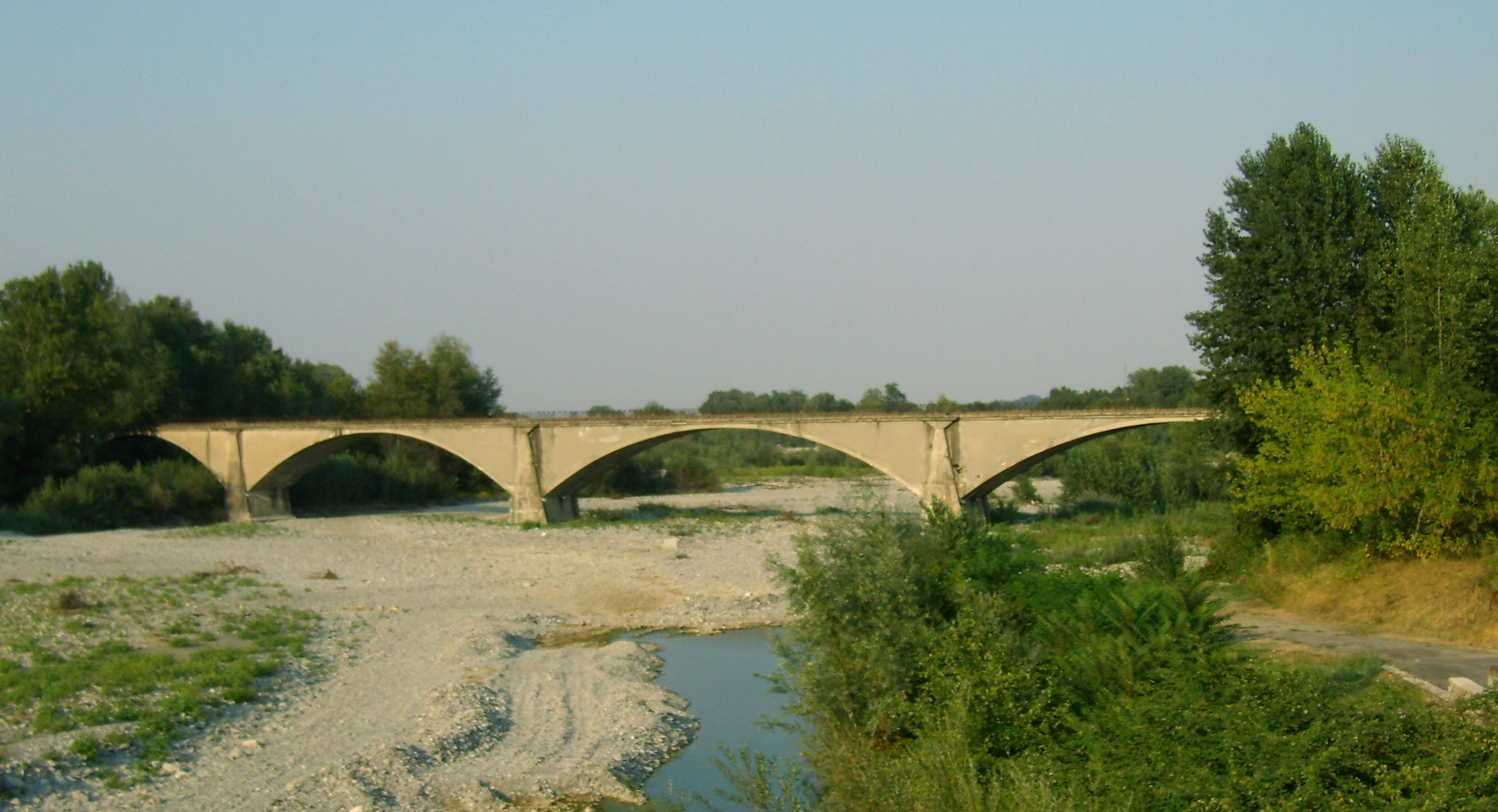
Il ponte sul torrente Nure presso Ponte dell'Olio

La linea ferroviaria era a binario singolo (tranne un breve tratto nei pressi di Piacenza) a scartamento ordinario di 1435 mm. Si sviluppava per 31,7 km in sede propria e per 1,3 km su strada ma separata dal traffico. Era armata con rotaie da 36 kg/m; il raggio di curvatura era di almeno 300 metri, la pendenza massima del 20 per mille. La velocità massima di servizio era di 60 km/h con punte di 90 km/h.
La linea era elettrificata in corrente continua alla tensione di 3000 V mediante linea aerea di contatto, alimentata da una sottostazione elettrica situata a Ponte dell'Olio.

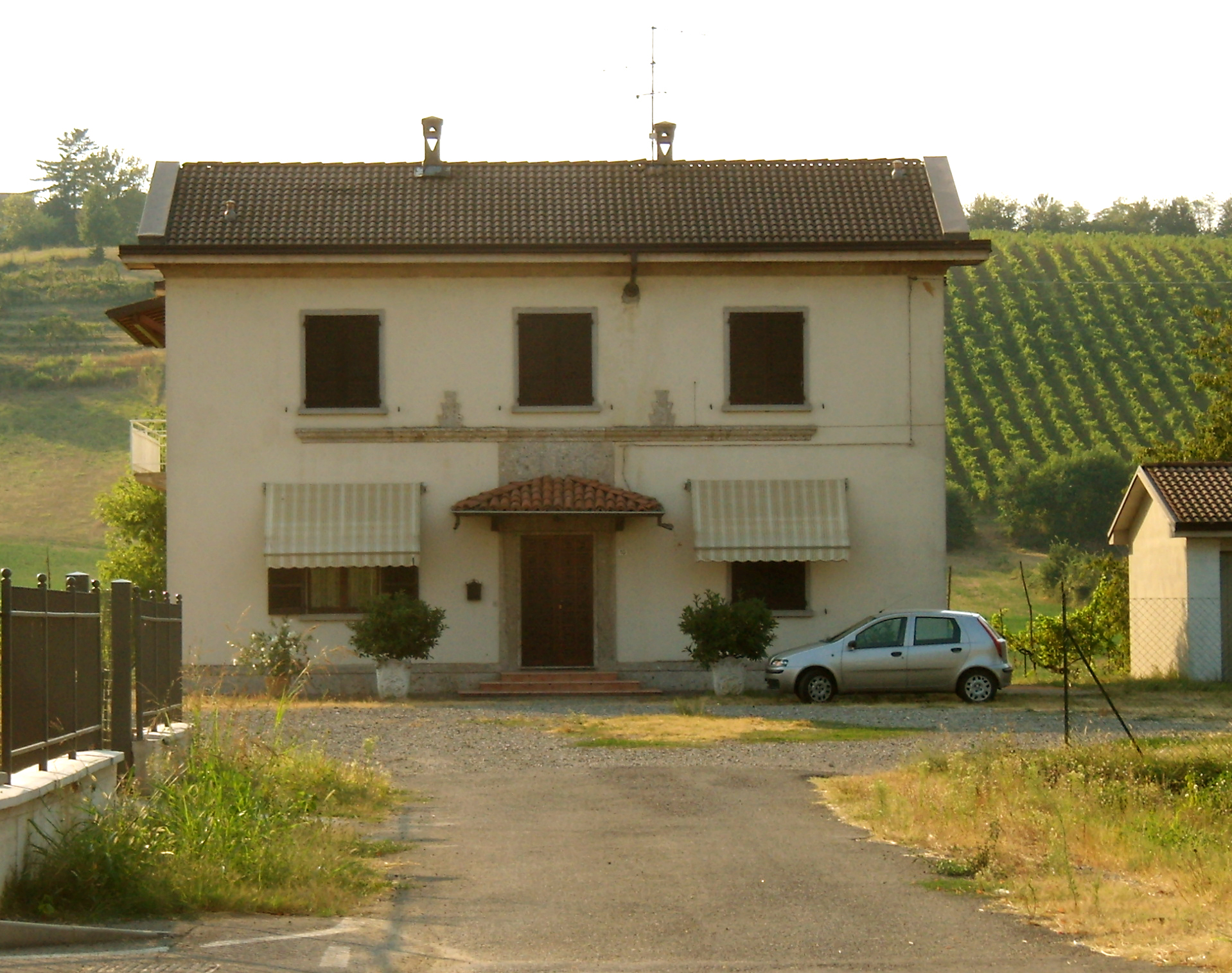
Stazione di Villò

La linea era equipaggiata con un sistema di blocco elettrico automatico a circuiti di binario di tipo Ericsson; l'esercizio era regolato dal Dirigente Movimento di Piacenza in collaborazione con il personale viaggiante.

### Percorso

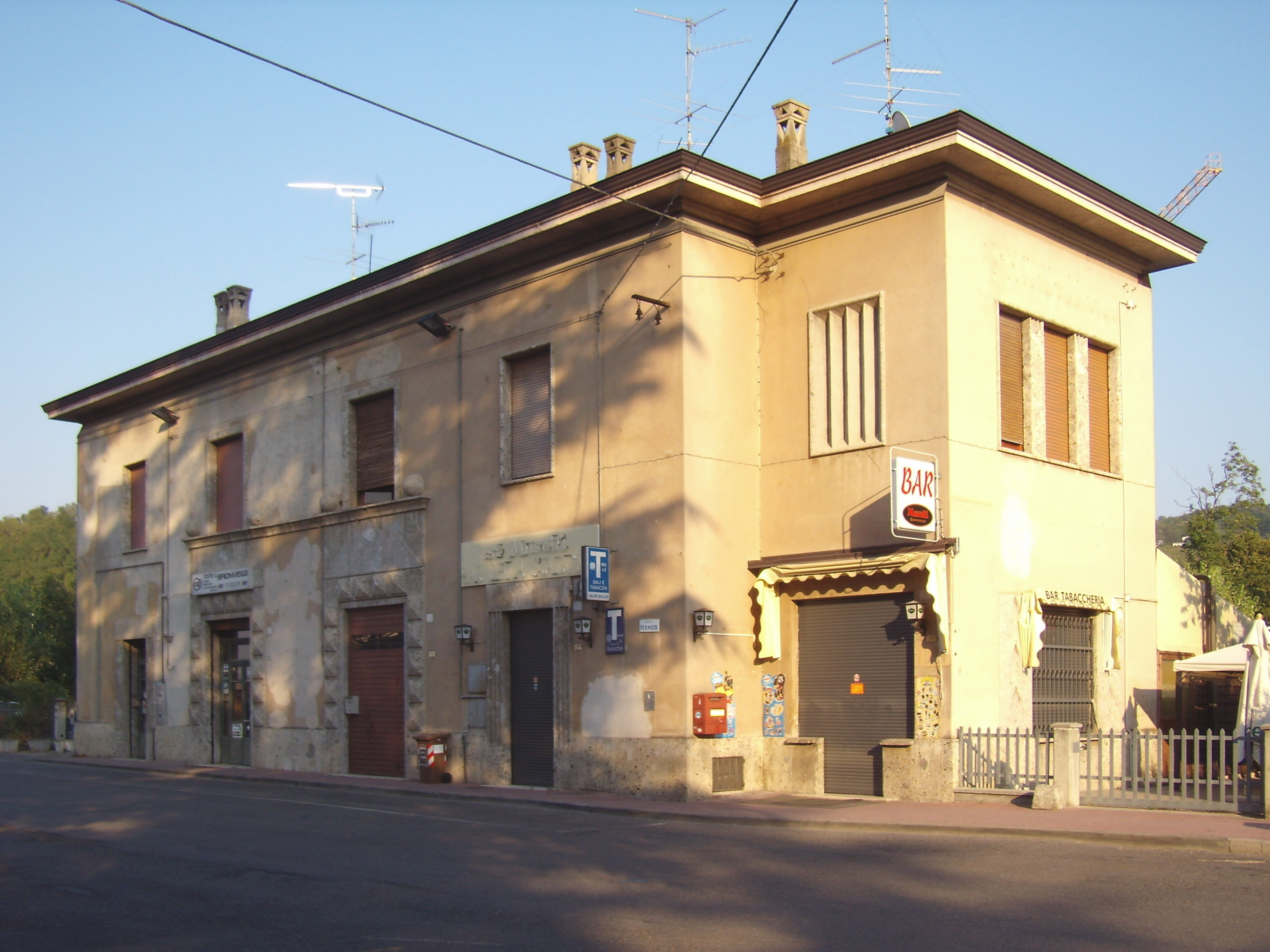
Stazione di Ponte dell'Olio

La linea partiva dalla stazione ex tranviaria di Piacenza, situata in piazza Guglielmo Marconi (nei pressi della stazione FS) e completamente ricostruita raddoppiandone la superficie. A Barriera Roma, nei pressi della stazione, la linea percorreva un tratto di circa un chilometro in trincea sottopassando la via Emilia, la strada Farnesiana e la provinciale della val Nure, per poi risalire in superficie e risalire la val Nure toccando tutti i centri già serviti dalla tranvia a vapore per Bettola su un nuovo percorso in sede propria, situato in prossimità di quello tranviario ma modificato per permettere maggiori velocità.
Lungo la linea si trovavano 11 stazioni e 4 fermate. Erano presenti diversi raccordi:
- in val Nure con quattro cave di marna;
- a Podenzano con un impianto AGIP;
- a Piacenza con sei impianti industriali, di cui i più importanti erano quelli della Cementi Rossi e dell'Unione Cementi Marchino.

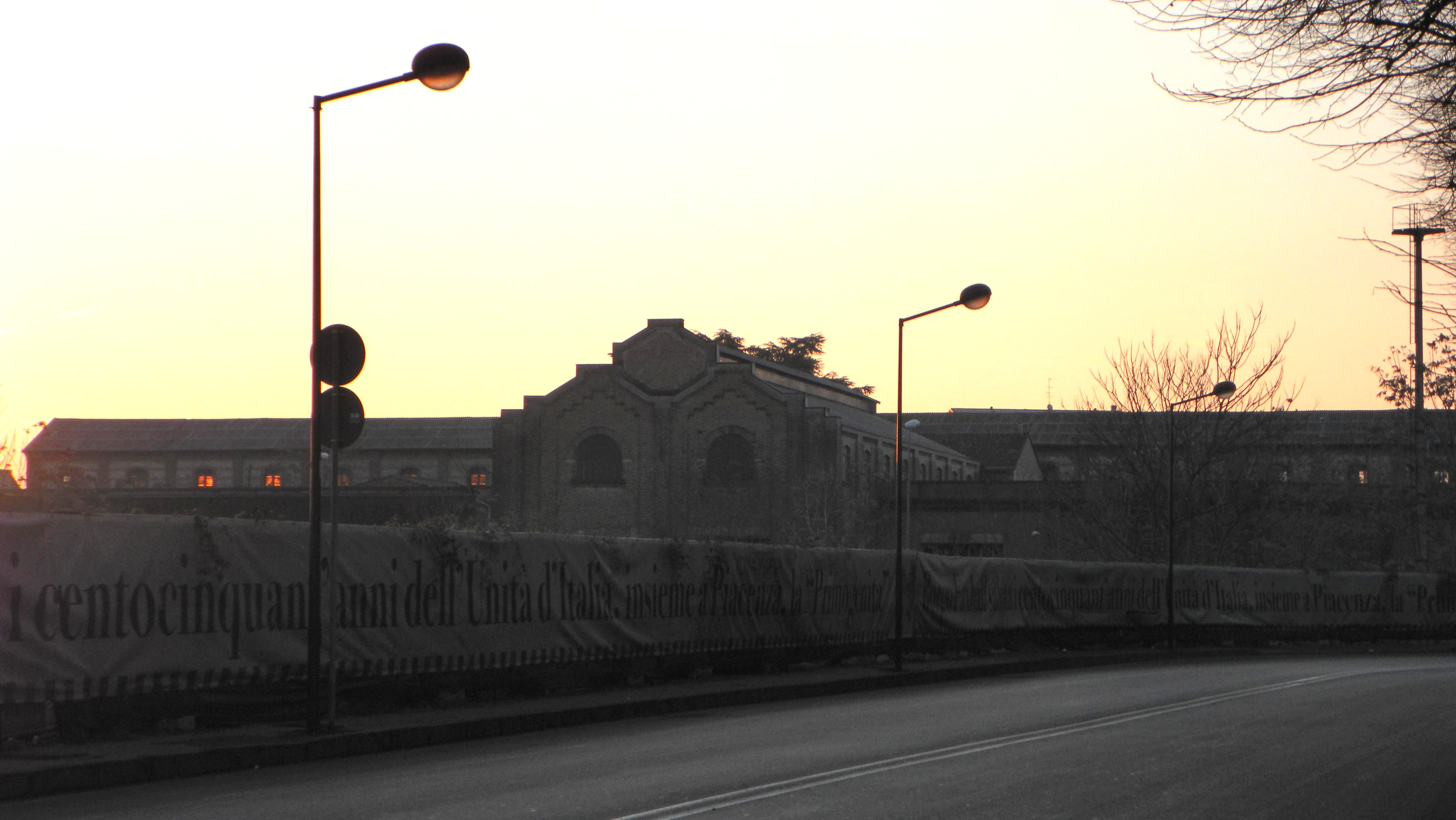
Rimessa locomotori di Piacenza

A Piacenza si trovavano il deposito rotabili e l'officina.

## Materiale rotabile
Sulla ferrovia la SIFT mise inizialmente in servizio tre elettromotrici, classificate Macd 51 ÷ 53, due locomotori elettrici classificati Ld 1 ÷ 2 e due rimorchiate pilota. Ad essi si aggiunsero negli anni Trenta due rimorchiate derivate dalla demotorizzazione di automotrici già utilizzate dalla SIFT sulle tranvie per Cremona, Pianello e Rivergaro e una quarta elettromotrice, inizialmente noleggiata dalle FS e acquisita dalla SIFT nel 1943 insieme ad una rimorchiata. Sulla linea prestarono servizio anche alcune locomotive a vapore della ex tranvia, impiegate per le manovre alla stazione di Piacenza e per i treni merci.
Nel 1955 la SIFT rilevò dalla ferrovia Mantova-Peschiera due carrozze a carrelli, trasformate in rimorchiate pilota; furono inoltre acquistati due locomotori diesel Deutz da manovra. Negli anni cinquanta le officine SIFT costruirono una sessantina di carri merci a due assi per il trasporto di marna dalle cave della val Nure.
Alla chiusura della linea le automotrici, i locomotori elettrici e due rimorchiate pilota furono ceduti alla Società Anonima Strade Ferrate Sovvenzionate (SFS), che li impiegò sulla ferrovia Benevento-Cancello, mentre il resto del materiale rotabile fu demolito.

### Materiale rotabile - tabella di sintesi
| Tipo                  | Unità        | Anno di acquisizione | Costruttore   | Note |
| --------------------- | ------------ | -------------------- | ------------- | --- |
| Elettromotrici        | Macd 51 ÷ 53 | 1931                 | Reggiane      | Cedute nel 1967 alla ferrovia Benevento-Cancello |
| Elettromotrici        | Macd 54      | 1943                 | Reggiane      | Ex automotrice FS EBCiz 624.008, ceduta nel 1967 alla ferrovia Benevento-Cancello                                                                   |
| Locomotive elettriche | Ld 1 ÷ 2     | 1931                 | Breda e CEMSA | Cedute nel 1967 alla ferrovia Benevento-Cancello |
| Locomotive diesel     | D 11 ÷ 12    | 1953                 | Deutz         | |
| Rimorchiate pilota    | Rc 101 ÷ 102 | 1931                 | Reggiane      | |
| Rimorchiata pilota    | Rc 103       | 1943                 | Reggiane      | Ex rimorchiata FS pCiz 620.006 |
| Rimorchiate           | Rc 111 ÷ 112 | 1924                 | Romeo & C.    | Ex automotrice tranviaria smotorizzata (Rc 111) e rimorchiata (Rc 112); la Rc 111 fu ceduta alla ditta CA.CEM e risultava ancora esistente nel 1979 |
| Rimorchiate pilota    | Rc 121 ÷ 122 | 1955                 | Breda         | Ex carrozze della ferrovia Mantova-Peschiera, trasformate dalla SIFT e cedute nel 1967 alla ferrovia Benevento-Cancello                             |